# Natura 2000-område nr. 186 Almindingen, Ølene og Paradisbakkerne
Natura 2000-område nr. 186 Almindingen, Ølene og Paradisbakkerne  er et Natura 2000-område der består af habitatområde H162 og fuglebeskyttelsesområde F80  midt på Bornholm. Natura 2000-området har et areal på 6.182 ha, hvoraf de 16 ha er vandflade i søerne. Arealet er hovedsageligt statsejet, men 1/3 er privatejet.
Natura 2000-området ligger   i Vandområdedistrikt III Bornholm  i vandplanomåde  3.1 Bornholm.  i  Bornholms Regionskommune.

## Områdebeskrivelse
Natura 2000-området omfatter et af Danmarks største samlede skovområder, og Bornholms højeste punkt ligger her. Skovene rummer kulturminder  som borgruiner, stenrøser, skibssætninger og bautasten. I Habitatområdet findes et større militært radaranlæg og flere mindre militære anlæg. Desuden findes her mange tidligere og enkelte stadigt fungerende stenbrud.
I 2012 blev der udsat 7 europæisk bison i en 200 ha stor indhegning i Almindingen. Bestanden er  vokset, og de fungerer nu som   naturplejere i området. Landskabet præges mange steder af klippegrund med klippeformationer og talrige sprækkedale foruden enkelte større forvitrede diabasgange, hvoraf den mest markante er Ekkodalen.
Området er at udpeget for  bevare en række naturtyper som f.eks. avneknippemose, rigkær, indlandsklippe, søbred med småurter, vandløb, surt overdrev, tidvis våd eng, bøg på mor og den sjældne vinteregeskov.
Udpegningsgrundlaget omfatter bl.a lys skivevandkalv, bred vandkalv og bechsteins flagermus. Desuden er området udpeget for at bevare 10 ynglende fuglearter, hvoraf perleugle har en væsentlig del af den danske bestand i området. Arterne på områdets udpegningsgrundlag vurderes overordnet set at have stabile, men små, bestande i området.
Blandt de truede (rødlistede) arter, der findes i området,  kan nævnes planterne bredbladet kæruld, rank viol, sumpviol, mosevintergrøn og hyldegøgeurt og insekterne bøgeløber, skovperlemorsommerfugl og månevandnymfe. Her ses også grøn mosaikguldsmed, springfrø, markfirben og flere arter af flagermus ud over de to på udpegningsgrundlaget.  Disse indgår  ikke i udpegningsgrundlaget for Natura 2000-områder, men er  beskyttet som bilag IV-arter). Ligeledes er der også forekomst af ynglende natravn og lærkefalk.

## Naturfredning
I området findes flere  fredede arealer, der tilsammen udgør ca. 275 ha.  Områderne med gammel skov ved Åremyr og Christianshøj, samt Ekkodalen, i alt 80 hektar, blev fredet allerede i 1907. Det skete blandt andet for at bevare det der nu er gammel naturskov. Vallensgård Mose (med Kærgård Mose), på 160 hektar, blev fredet i 1973 af især botaniske årsager. Her vokser sumpviol, måske som det eneste sted her i Danmark, sammen med fire andre violer, blandt andet den meget sjældne rank viol. I Paradisbakkerne i den østlige del af området blev  Rokkestenen med omgivende arealer, granitblokken Slingestenen, samt voldstedet Gamleborg  fredet allerede i slutningen af 1800-tallet. Mere gennemgribende var dog de noget større fredninger af Årsdale Ret, Stendal, Dybedal, Grydedal og Kodal i 1932 og af Klintebakke med dele af Helvedsbakker i 1934. Alle disse områder, der samlet set udgør 101 hektar, fik i 1997 følgeskab af fredningen af Kåsegård Klippeløkke. Vådområdet Ølene udgør omkring 150 hektar, hvoraf de 122 hektar blev fredet som vildtreservat i 1942. Af fredningsbekendtgørelsen fremgår det, at ”al jagt samt indsamling af fugleæg er forbudt”. Desuden er der forbud ”mod at forulempe vildtet”, så derfor er der ikke aktuelle planer om bedre adgangsforhold.